# شيل شوك2: بلود تريلز
شال شاك :بلود تريلز (بالإنجليزية: Shellshock 2: Blood Trails)‏ ، هي لعبة إلكترونية من نوع الحرب والمعارك، أنتجت من قبل شركة إيدوس إنتراكتيف سنة 2009 ، وتعد الجزء الثاني من سلسلة شال شاك، وتعمل لأنظمة ألعاب الفيديو وهي : بلاي ستيشن 3 وإكس بوكس 360 وويندوز مايكروسوفت.

## قصة مختصرة
يقوم بطل اللعبة والكر لتكملة مشوار الحرب في فيتنام الجنوبية، وأخذ الثأر من ميليشيات فايت كونغ.

## وصلات خارجية
- اللعبة الإلكترونية على الموقع